# Кенема
Кенема (на английски: Kenema) е град в Сиера Леоне. Разположен е в югоизточната част на страната и е административен център на Източната провинция на Сиера Леоне. През 2015 г. населението на Кенема е 200 443 души, което го прави трети по големина в страната, след столицата Фрийтаун и град Бо. Градът е главен център на търговията с диаманти и е най-големият икономически и финансов център на източната провинция.